# Daniel Stieglitz
Daniel Stieglitz (Cham, 2 marzo 1980) è un regista cinematografico, sceneggiatore, illustratore e caricaturista tedesco. È noto per il suo stile dal vivo (live caricature), le animazioni esplicative e per numerosi premi internazionali in festival e convention.

## Biografia

Daniel Stieglitz a Eurocature 2018, Vienna

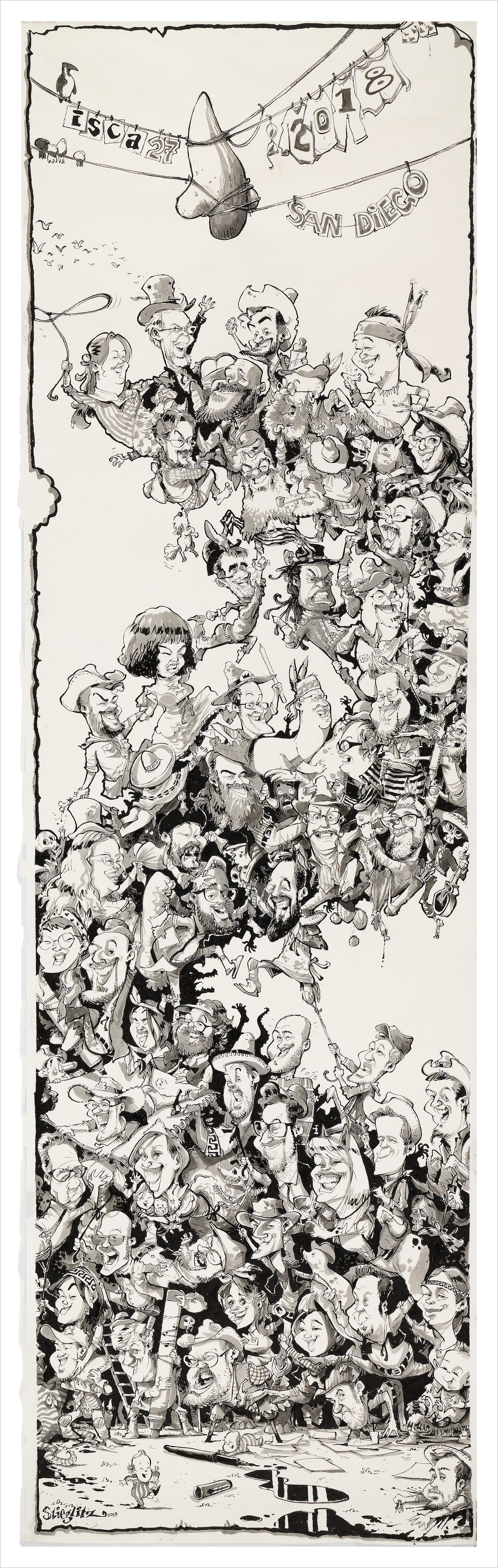
Opera vincitrice del Golden Nosey (2018)

Stieglitz ha studiato animazione, illustrazione e cinema presso la Kunsthochschule Kassel (2000–2008), sotto la guida di Paul Driessen, Andreas Hykade e Hendrik Dorgathen. Ha lavorato come storyboard artist per cinema e TV, fra cui il film La banda Baader Meinhof (Der Baader Meinhof Komplex, 2008), nominato all'Oscar. Ha inoltre realizzato animazioni per programmi come *Quarks* (WDR), *Galileo* (ProSieben) e *Punkt 12* (RTL).
Ha pubblicato libri illustrati, tra cui il primo romanzo per bambini *Drachen gibt’s nicht* (2016) con Axel Garbelmann, e numerose illustrazioni per editori tedeschi.
Ha vinto per sette volte consecutive il primo premio come “Miglior caricatura dell’anno” alla ISCA (International Society of Caricature Artists) e detiene quindi il titolo di sette volte campione del mondo in questa disciplina. 

## Relazione con l’Italia

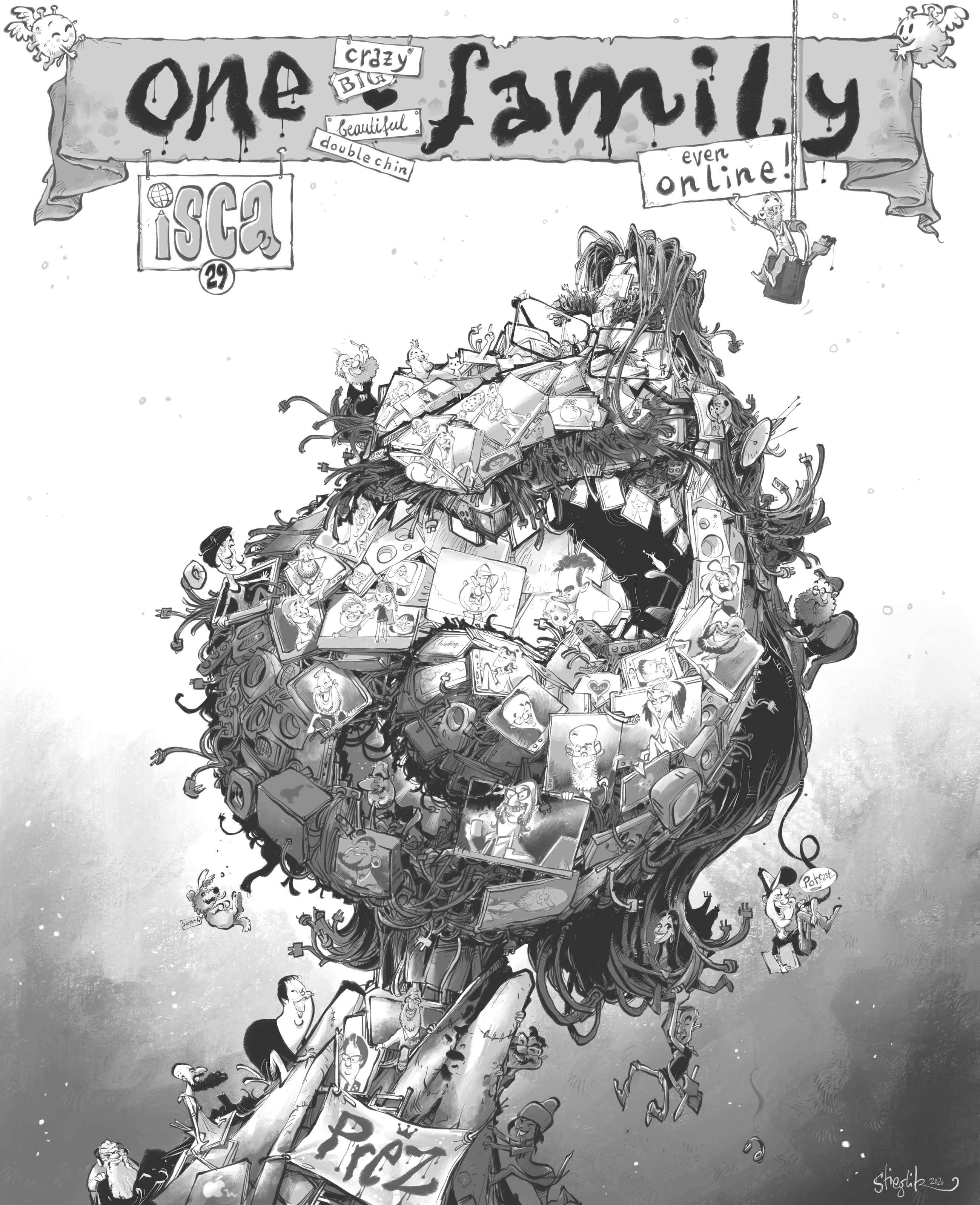
Opera creata per ISCA Con 2020 – Mailbox Mayhem

Nel 2024 è stato **guest speaker** al festival internazionale **FACES!** presso il PAFF! Museum of Comic Art di Pordenone, dove ha tenuto una conferenza e workshop nell’ambito di un evento di alto profilo internazionale.

## Premi internazionali in Italia
Stieglitz ha ricevuto riconoscimenti dalla **World Humor Awards** in Italia, un evento di tre giorni dedicato alla caricatura e all’umorismo:
- 2023 – **Silver World Humor Award** (targhetta d’argento) – World Humor Awards, Italia[5]
- 2022 – **Bronze World Humor Award** – presente di persona alla cerimonia nel corso dell’evento[6]

## Riconoscimenti
- 2025 – 1° premio *Caricaturist of the Year* e *Caricature of the Year*, Grand Prix Giappone, Tokyo
- 2024 – 1° premio *Best Caricature of the Year*, ISCA Con 33, Kissimmee (USA)
- 2023 – 1° premio *Best Caricature of the Year*, ISCA Con 32, Los Angeles
- 2022 – Klaus Dill-Preis (Germania)
- 2021 – 1° premio *Best Caricature of the Year*, ISCA Con, Las Vegas
- 2018 – *Golden Nosey*, ISCA Con, San Diego
- 2009 – Premio Hessischer Filmpreis per il cortometraggio *Spielzeugland Endstation*